# Telecorazón
La Telecorazón (o simplemente Teletón Venezuela) era una organización nacional sin ánimo de lucro, cuyo objetivo era asistir y ayudar a niños, adolescentes y adultos en situación de discapacidad, abandono y tratamiento de la parálisis cerebral.  El evento fue organizado por las fundaciones Unamos y Casa de la Colmena. 

## Historia
Se creó en el año 2000, con el objetivo de ayudar a las víctimas del deslave de Vargas en diciembre de 1999, cuyo propósito era asistir y ayudar con recursos a las víctimas de la tragedia. La primera transmisión televisiva se realizó los días 9 y 10 de enero de 2000 en Venevisión, Televen, RCTV, el canal público VTV y algunos canales regionales como TRT del Táchira, OMC Televisión de Mérida, Zuliana de Televisión del Zulia y Promar Televisión de Lara, desde el auditorio del Aula Magna de la UCV en Caracas, siendo la primera teletón organizada en la televisión venezolana. La meta se logró con un total de 250.670.410 bolívares y la donación de alimentos, ropa, zapatos, juguetes para niños, entre otros, por parte de empresas e identidades públicas y privadas.  
Tras el éxito televisivo, se replanteó la idea de organizar un evento para la atención de niños y discapacitados, así como otros temas como el abandono de niños en situación de calle. El II Teletón iba a celebrarse los días 7 y 8 de julio de 2002, pero se canceló abruptamente debido a las protestas de la oposición y el partido gobernante tras el golpe de Estado que tuvo lugar en abril de ese año.
Tuvo que pasar casi un año para que finalmente se organizara el 2.º Teletón, los días 10 y 11 de enero de 2004, transmitido por Venevisión, La Tele, RCTV, Televen, Meridiano TV, Globovisión, Americana de Televisión y algunos canales regionales. Sin embargo, los canales públicos VTV y Vive se negaron a emitir, esto luego de que la relación entre medios públicos y privados se deteriorara tras los acontecimientos de 2002.   
En 2007, tras la cancelación de la frecuencia en abierto de RCTV y su vuelta a la televisión por cable como RCTV Internacional, solo se emitió el 4.º Telecorazón el 21 de septiembre de 2007, que, junto con Televen y La Tele, se retransmitió con la señal de RCTV Internacional. Sin embargo, otros canales como Canal i (antes Puma TV), Vale TV y Ávila Televisión no fueron invitados, se presume que por presión gubernamental. 
RCTV Internacional transmitió las ediciones de 2008, 2009 y 2010 de Telecorazón, hasta que fue intervenido por el gobierno venezolano, debido a que la Fundación de la Colmena era una institución acusada de lavado de dinero, corrupción administrativa, evasión de impuestos, fraude y había denuncias de maltrato psicológico a los discapacitados. Ante esta situación, la fundación desmintió estos rumores, afirmando que cumplía con la Ley Orgánica de Tasas y Tributos, asegurando que esta organización es una institución independiente, transparente con el dinero recaudado, lo cual es un requisito para mantener la independencia de la organización. 
Derivado de ésta polémica, en 2011, el gobierno venezolano ordenó la reversión de la fundación debido a las varias denuncias. Ante esta situación, la Casa de la Colmena perdió sus credenciales dentro de la Organización Internacional de Teletones, y debido a los procesos judiciales que actualmente atraviesa, el Consejo Nacional de la Discapacidad anunció la creación de la misión Hijos de Venezuela, con el objetivo de financiar a niños y adolescentes con discapacidad con dinero del gobierno central, sin organizar eventos televisados. 
En 2014 se creó la Fundación Colmena de la Vida, una escisión de la anterior organización, ahora sin fines de lucro, sólo en El Hatillo, para atender a niños y adolescentes de la violencia de los barrios más populares de Caracas, e incluso se organiza eventos radiales en Radiorama Stereo, Radio Rumbos y Radio Capital.
En 2017, tras hacer acto de presencia en la Teletón de Chile de ése año, el cantante Chyno Miranda expresó en el escenario su interés en "llevar la Teletón a Venezuela", pero fuera de estas declaraciones, no ha habido indicios claros de que los eventos televisados (ya sea bajo el nombre de Telecorazón o Teletón) vuelvan al país, aunque el regreso de otros eventos en años recientes cómo el Festival Internacional de la Orquídea podrían indicar que la posibilidad existe.

## Empresas patrocinadoras que ayudaron la fundación Unamos-Teletón de Venezuela
- Ferreterías EPA
- Multinacional de Seguros
- Farmacias SAAS
- Grupo Lorini
- Almacenes Gina
- Librería Nachos
- Grupo Zoom
- Siragon
- Expresos los Llanos
- Supermercados Plazas
- Mayonesa Mavesa
- Corporación Editorial VH
- Bloque Dearmas
- Digitel
- Refrescos Golden
- Internacional de Comunicación